# Liste von Anschlägen der Allied Democratic Forces
Die Liste von Anschlägen der Allied Democratic Forces beinhaltet eine unvollständige Übersicht über von Rebellen der islamistischen Allied Democratic Forces verübte Terroranschläge. Dies beinhaltet sowohl Anschläge, die eindeutig der ADF zugeschrieben werden, als auch solche Fälle, in denen die ADF verdächtigt wurde, verantwortlich zu sein.
Zur großen Übersicht siehe Liste von Terroranschlägen.

## Erläuterung
- Wenn die Zahl der Opfer 20 oder mehr beträgt, wird sie fett dargestellt. Wenn die Zahl der Opfer 50 oder mehr beträgt, wird sie außerdem unterstrichen.
- Die Zahl bei den Anschlägen getöteter/verletzter Täter ist in Klammern ( ) gesetzt.

## 1997
| Datum / Beginn   | Betroffenes Land | Ort            | Artikel / Einzelnachweis | Bemerkung | Mittel | Ziel        | Tote | Verletzte |
| ---------------- | ---------------- | -------------- | ------------------------ | --------- | ------ | ----------- | ---- | --------- |
| 03. Juli 1997    | Uganda           | Western Region | [ 1 ]                    |           |        | Dorf        | 58   | 0         |
| 17. Oktober 1997 | Uganda           | Western Region | [ 2 ] [ 3 ]              |           |        | Dorf/Dörfer | 28   | 0         |

## 2000
| Datum / Beginn     | Betroffenes Land | Ort             | Artikel / Einzelnachweis | Bemerkung | Mittel                             | Ziel               | Tote | Verletzte |
| ------------------ | ---------------- | --------------- | ------------------------ | --------- | ---------------------------------- | ------------------ | ---- | --------- |
| 11. Januar 2000    | Uganda           | Bundibugyo      | [ 4 ]                    |           |                                    | Flüchtlingslager   | 10   | 0         |
| 16. Januar 2000    | Uganda           | nahe Bundibugyo | [ 5 ]                    | vermutet  | Schusswaffen, Brandstiftung        | Flüchtlingslager   | 24   | 15        |
| 11. August 2000    | Uganda           | Kasese          | [ 6 ]                    |           | Schusswaffen, Entführung, Macheten | Gesundheitszentrum | 10   | 1         |
| 02. September 2000 | Uganda           | Kibaale         | [ 7 ]                    | vermutet  | Schusswaffen                       | Polizeistation     | 2    |           |
| 05. Oktober 2000   | Uganda           | Kampala         | [ 8 ]                    | vermutet  | Granate                            | Handelszentrum     | 1    | 6         |

## 2016
| Datum / Beginn    | Betroffenes Land             | Ort       | Artikel / Einzelnachweis | Bemerkung | Mittel                    | Ziel     | Tote | Verletzte |
| ----------------- | ---------------------------- | --------- | ------------------------ | --------- | ------------------------- | -------- | ---- | --------- |
| 24. Dezember 2016 | Demokratische Republik Kongo | Nord-Kivu | [ 9 ] [ 10 ] [ 11 ]      |           | Gewehre, Macheten, Messer | 3 Dörfer | 21   | 0         |

## 2017
| Datum / Beginn    | Betroffenes Land             | Ort       | Artikel / Einzelnachweis | Bemerkung | Mittel                             | Ziel                               | Tote | Verletzte |
| ----------------- | ---------------------------- | --------- | ------------------------ | --------- | ---------------------------------- | ---------------------------------- | ---- | --------- |
| 07. Oktober 2017  | Demokratische Republik Kongo | Nord-Kivu | [ 12 ]                   |           | Schusswaffen, Macheten, Entführung | Motorradkonvoi, Zivilisten, Soldat | 26   |           |
| 07. Dezember 2017 | Demokratische Republik Kongo | Nord-Kivu | [ 13 ]                   |           | Schusswaffen                       | Militärstützpunkt                  | 20   | 53        |

## 2019
| Datum / Beginn    | Betroffenes Land             | Ort  | Artikel / Einzelnachweis | Bemerkung | Mittel      | Ziel                        | Tote | Verletzte |
| ----------------- | ---------------------------- | ---- | ------------------------ | --------- | ----------- | --------------------------- | ---- | --------- |
| 11. Dezember 2019 | Demokratische Republik Kongo | Beni | [ 14 ]                   |           | Stichwaffen | Militärstützpunkt, Soldaten | 22   |           |

## 2020
| Datum / Beginn   | Betroffenes Land             | Ort       | Artikel / Einzelnachweis | Bemerkung | Mittel                      | Ziel                | Tote | Verletzte |
| ---------------- | ---------------------------- | --------- | ------------------------ | --------- | --------------------------- | ------------------- | ---- | --------- |
| 01. Februar 2020 | Demokratische Republik Kongo |           | [ 15 ]                   |           | Schusswaffen, Messer        | Dörfer              | 62   |           |
| 24. Mai 2020     | Demokratische Republik Kongo | Nord-Kivu | [ 16 ]                   |           | Schusswaffen, Brandstiftung |                     | 9    |           |
| 25. Mai 2020     | Demokratische Republik Kongo | Ituri     | [ 17 ] [ 18 ]            |           | Schusswaffen, Macheten      | Dorf                | 17   | 0         |
| 26. Mai 2020     | Demokratische Republik Kongo | Ituri     | [ 19 ]                   |           | Macheten                    | Dorf                | 40   | 0         |
| 14. Juni 2020    | Demokratische Republik Kongo |           | [ 20 ]                   | vermutet  | Brandstiftung               | Gebäude, Zivilisten | 6    |           |
| 19. Juni 2020    | Demokratische Republik Kongo | Nord-Kivu | [ 21 ]                   |           | Entführung                  |                     | 9    | 0         |
| 20. Juni 2020    | Demokratische Republik Kongo | Ituri     | [ 22 ]                   |           | Macheten, Schusswaffen      | Dorf                | 10   | 0         |
| 20. Juni 2020    | Demokratische Republik Kongo | Nord-Kivu | [ 23 ]                   |           |                             | Dorf                | 10   | 0         |
| 21. Juni 2020    | Demokratische Republik Kongo | Ituri     | [ 24 ]                   |           |                             | Dorf                | 10   | 0         |

## 2021
| Datum / Beginn     | Betroffenes Land             | Ort             | Artikel / Einzelnachweis | Bemerkung | Mittel                       | Ziel                              | Tote    | Verletzte |
| ------------------ | ---------------------------- | --------------- | ------------------------ | --------- | ---------------------------- | --------------------------------- | ------- | --------- |
| 04. Januar 2021    | Demokratische Republik Kongo | Nord-Kivu       | [ 25 ]                   |           | Macheten, Entführung         | Dorf, Zivilisten                  | 22      | 0         |
| 14. Januar 2021    | Demokratische Republik Kongo | Ituri (Provinz) | [ 26 ]                   |           |                              | Dorf                              | 46      |           |
| 31. März 2021      | Demokratische Republik Kongo | Nord-Kivu       | [ 27 ]                   |           |                              | Dorf                              | 23 (+2) |           |
| 11. Mai 2021       | Demokratische Republik Kongo | Ituri (Provinz) | [ 28 ]                   |           | Entführung                   | Dörfer                            | 21      |           |
| 27. Mai 2021       | Demokratische Republik Kongo | Nord-Kivu       | [ 29 ]                   |           | Messer, Macheten, Entführung | Dörfer, Zivilisten                | 22      |           |
| 31. Mai 2021       | Demokratische Republik Kongo | Ituri (Provinz) | [ 30 ] [ 31 ]            |           |                              | Dörfer, Zivilisten                | 70+     |           |
| 04. September 2021 | Demokratische Republik Kongo | Ituri (Provinz) | [ 32 ]                   |           | Schusswaffen, Macheten       | Zivilisten                        | 30      |           |
| 11. November 2021  | Demokratische Republik Kongo | Nord-Kivu       | [ 33 ]                   |           | Brandstiftung, Entführung    | Dorf, Gebäude, Gesundheitszentrum | 38      | 3         |
| 23. November 2021  | Demokratische Republik Kongo | Ituri (Provinz) | [ 34 ]                   |           | Entführung                   | Dörfer                            | 20      |           |
| 16. Dezember 2021  | Demokratische Republik Kongo | Ituri (Provinz) | [ 35 ]                   |           | Brandstiftung                | Dörfer                            | 22      |           |

## 2022
| Datum / Beginn  | Betroffenes Land             | Ort             | Artikel / Einzelnachweis | Bemerkung | Mittel        | Ziel   | Tote | Verletzte |
| --------------- | ---------------------------- | --------------- | ------------------------ | --------- | ------------- | ------ | ---- | --------- |
| 03. April 2022  | Demokratische Republik Kongo | Masambo         | [ 36 ]                   |           |               | Dorf   | 21   |           |
| 07. August 2022 | Demokratische Republik Kongo | Ituri (Provinz) | [ 37 ]                   |           | Brandstiftung | Dörfer | 20   |           |
| 30. August 2022 | Demokratische Republik Kongo | Nord-Kivu       | [ 38 ]                   |           | Entführung    | Dörfer | 40+  |           |

## 2023
| Datum / Beginn    | Betroffenes Land             | Ort       | Artikel / Einzelnachweis | Bemerkung | Mittel                     | Ziel                     | Tote | Verletzte |
| ----------------- | ---------------------------- | --------- | ------------------------ | --------- | -------------------------- | ------------------------ | ---- | --------- |
| 15. Januar 2023   | Demokratische Republik Kongo | Nord-Kivu | [ 39 ] [ 40 ]            |           | Sprengstoff                | Kirche                   | 10   | 40        |
| 23. Januar 2023   | Demokratische Republik Kongo | Nord-Kivu | [ 41 ]                   |           |                            | Dorf, Bar, Zivilisten    | 23   |           |
| 08. März 2023     | Demokratische Republik Kongo | Nord-Kivu | [ 42 ]                   |           | Macheten                   | Dorf                     | 40   |           |
| 07. April 2023    | Demokratische Republik Kongo | Nord-Kivu | [ 43 ]                   |           | Macheten                   | Dorf                     | 20   |           |
| 12. Juni 2023     | Uganda                       | Mpondwe   | [ 44 ]                   | vermutet  | Stichwaffen, Brandstiftung | Schule                   | 41   | 8         |
| 12. November 2023 | Demokratische Republik Kongo | Nord-Kivu | [ 45 ]                   |           | Exekution                  | Dorf, Soldat, Zivilisten | 33   |           |

## 2025
| Datum / Beginn   | Betroffenes Land             | Ort                  | Artikel / Einzelnachweis | Bemerkung | Mittel              | Ziel                         | Tote                                  | Verletzte |
| ---------------- | ---------------------------- | -------------------- | ------------------------ | --------- | ------------------- | ---------------------------- | ------------------------------------- | --------- |
| 12. Februar 2025 | Demokratische Republik Kongo | Massaker von Kasanga |                          |           |                     |                              | 70                                    |           |
| 26. Juli 2025    | Demokratische Republik Kongo | Komanda              | [ 46 ]                   |           | Macheten und Brände | Katholische Kirche und Stadt | min. 43, davon 9 Kinder und 19 Frauen |           |